# 12 Monkeys (Fernsehserie)/Episodenliste

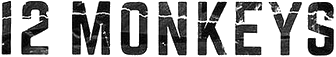
Logo zur Serie

Diese Episodenliste enthält alle Episoden der US-amerikanischen Science-Fiction-Serie 12 Monkeys, sortiert nach der US-amerikanischen Erstausstrahlung. Die Fernsehserie umfasst vier Staffeln mit 47 Episoden.

## Übersicht
| Staffel | Episodenanzahl | Erstausstrahlung USA | Erstausstrahlung USA | Deutschsprachige Erstveröffentlichung |
| Staffel | Episodenanzahl | Staffelpremiere      | Staffelfinale        | Deutschsprachige Erstveröffentlichung |
| ------- | -------------- | -------------------- | -------------------- | ------------------------------------- |
| 1       | 13             | 16. Januar 2015      | 10. April 2015       | 15. Juni 2016                         |
| 2       | 13             | 18. April 2016       | 18. Juli 2016        | 15. Juni 2017                         |
| 3       | 10             | 19. Mai 2017         | 21. Mai 2017         | 15. Dezember 2018                     |
| 4       | 11             | 15. Juni 2018        | 6. Juli 2018         | 8. April 2019                         |

## Staffel 1
Die Erstausstrahlung der ersten Staffel war vom 16. Januar bis zum 10. April 2015 auf dem US-amerikanischen Kabelsender Syfy zu sehen. Die deutschsprachige Erstveröffentlichung fand am 15. Juni 2016 bei Amazon Video per Streaming statt.
| Nr. (ges.) | Nr. (St.) | Deutscher Titel   | Originaltitel      | Erstausstrahlung USA | Deutschsprachige Erstveröffentlichung (D/A) | Regie           | Drehbuch                                                  | Quoten (USA) |
| ---------- | --------- | ----------------- | ------------------ | -------------------- | ------------------------------------------- | --------------- | --------------------------------------------------------- | ------------ |
| 1          | 1         | Zeitreise         | Splinter           | 16. Jan. 2015        | 15. Juni 2016                               | Jeffrey Reiner  | Terry Matalas & Travis Fickett                            | 1,353 Mio.   |
| 2          | 2         | Patientin 248     | Mentally Divergent | 23. Jan. 2015        | 15. Juni 2016                               | David Grossman  | Natalie Chaidez                                           | 1,104 Mio.   |
| 3          | 3         | Cassandra Komplex | Cassandra Complex  | 30. Jan. 2015        | 15. Juni 2016                               | Michael Waxman  | Rebecca Kirsch                                            | 0,903 Mio.   |
| 4          | 4         | Halluzinationen   | Atari              | 6. Feb. 2015         | 15. Juni 2016                               | David Grossman  | Terry Matalas & Travis Fickett                            | 0,731 Mio.   |
| 5          | 5         | Das Nachtzimmer   | The Night Room     | 13. Feb. 2015        | 15. Juni 2016                               | David Boyd      | Richard E. Robbins                                        | 0,664 Mio.   |
| 6          | 6         | Roter Wald        | The Red Forest     | 20. Feb. 2015        | 15. Juni 2016                               | Alex Zakrzewski | Christopher Monfette                                      | 0,686 Mio.   |
| 7          | 7         | Operation Troja   | The Keys           | 27. Feb. 2015        | 15. Juni 2016                               | John Badham     | Sean Tretta                                               | 0,696 Mio.   |
| 8          | 8         | Rückschläge       | Yesterday          | 6. März 2015         | 15. Juni 2016                               | Michael Waxman  | Oliver Grigsby Idee: Oliver Grigsby & Natalie Chaidez     | 0,843 Mio.   |
| 9          | 9         | Treibende Kräfte  | Tomorrow           | 13. März 2015        | 15. Juni 2016                               | TJ Scott        | Rebecca Kirsch                                            | 0,708 Mio.   |
| 10         | 10        | The White Dragon  | Divine Move        | 20. März 2015        | 15. Juni 2016                               | Magnus Martens  | Christopher Monfette Idee: Terry Matalas & Travis Fickett | 0,727 Mio.   |
| 11         | 11        | 1987              | Shonin             | 27. März 2015        | 15. Juni 2016                               | Mark Tonderai   | Sean Tretta                                               | 0,677 Mio.   |
| 12         | 12        | Das Paradoxon     | Paradox            | 3. Apr. 2015         | 15. Juni 2016                               | Dennie Gordon   | Richard E. Robbins Idee: Terry Matalas                    | 0,580 Mio.   |
| 13         | 13        | Ankunft der 12    | Arms of Mine       | 10. Apr. 2015        | 15. Juni 2016                               | David Grossman  | Terry Matalas & Travis Fickett                            | 0,661 Mio.   |

## Staffel 2
Die Erstausstrahlung der zweiten Staffel war vom 18. April bis zum 18. Juli 2016 auf dem US-amerikanischen Kabelsender Syfy zu sehen. Die deutschsprachige Erstveröffentlichung fand am 15. Juni 2017 bei Amazon Video per Streaming statt.
| Nr. (ges.) | Nr. (St.) | Deutscher Titel       | Originaltitel      | Erstausstrahlung USA | Deutschsprachige Erstveröffentlichung (D/A) | Regie             | Drehbuch                                                      | Quoten (USA) |
| ---------- | --------- | --------------------- | ------------------ | -------------------- | ------------------------------------------- | ----------------- | ------------------------------------------------------------- | ------------ |
| 14         | 1         | Das Jahr des Affen    | Year of the Monkey | 18. Apr. 2016        | 15. Juni 2017                               | David Grossman    | Terry Matalas & Travis Fickett                                | 0,476 Mio.   |
| 15         | 2         | Die Elite             | Primary            | 25. Apr. 2016        | 15. Juni 2017                               | Magnus Martens    | Sean Tretta                                                   | 0,318 Mio.   |
| 16         | 3         | 100 Jahre             | One Hundred Years  | 2. Mai 2016          | 15. Juni 2017                               | David Grossman    | Michael Sussman                                               | 0,405 Mio.   |
| 17         | 4         | Entstehung            | Emergence          | 9. Mai 2016          | 15. Juni 2017                               | David Grossman    | Richard E. Robbins                                            | 0,425 Mio.   |
| 18         | 5         | Gewässer              | Bodies of Water    | 16. Mai 2016         | 15. Juni 2017                               | Mairzee Almas     | Kristen Reidel                                                | 0,367 Mio.   |
| 19         | 6         | Unsterblich           | Immortal           | 23. Mai 2016         | 15. Juni 2017                               | David Greene      | Ian Sobel & Matt Morgan                                       | 0,348 Mio.   |
| 20         | 7         | Zusammenbruch         | Meltdown           | 30. Mai 2016         | 15. Juni 2017                               | Grant Harvey      | Richard E. Robbins                                            | 0,423 Mio.   |
| 21         | 8         | Schlaflied            | Lullaby            | 6. Juni 2016         | 15. Juni 2017                               | Steven A. Adelson | Sean Tretta                                                   | 0,425 Mio.   |
| 22         | 9         | Hyänen                | Hyena              | 13. Juni 2016        | 15. Juni 2017                               | Bill Eagles       | Christopher Monfette & Sean Tretta Idee: Christopher Monfette | 0,349 Mio.   |
| 23         | 10        | Vaterland             | Fatherland         | 20. Juni 2016        | 15. Juni 2017                               | Guy Norman Bee    | Oliver Grigsby                                                | 0,389 Mio.   |
| 24         | 11        | Auferstehung          | Resurrection       | 27. Juni 2016        | 15. Juni 2017                               | Kevin Tancharoen  | Richard E. Robbins                                            | 0,398 Mio.   |
| 25         | 12        | Weggewaschenes Blut   | Blood Washed Away  | 11. Juli 2016        | 15. Juni 2017                               | David Grossman    | Sean Tretta                                                   | 0,472 Mio.   |
| 26         | 13        | Erinnerung von morgen | Memory of Tomorrow | 18. Juli 2016        | 15. Juni 2017                               | David Grossman    | Terry Matalas                                                 | 0,431 Mio.   |

## Staffel 3
Die Erstausstrahlung der dritten Staffel war vom 19. bis zum 21. Mai 2017 auf dem US-amerikanischen Kabelsender Syfy zu sehen. Die deutschsprachige Erstveröffentlichung fand am 15. Dezember 2018 bei Prime Video per Streaming statt.
| Nr. (ges.) | Nr. (St.) | Deutscher Titel            | Originaltitel | Erstausstrahlung USA | Deutschsprachige Erstveröffentlichung (D/A) | Regie             | Drehbuch                                               | Quoten (USA) |
| ---------- | --------- | -------------------------- | ------------- | -------------------- | ------------------------------------------- | ----------------- | ------------------------------------------------------ | ------------ |
| 27         | 1         | Mutter                     | Mother        | 19. Mai 2017         | 15. Dez. 2018                               | Terry Matalas     | Terry Matalas                                          | 0,585 Mio.   |
| 28         | 2         | Die apokalyptischen Reiter | Guardians     | 19. Mai 2017         | 15. Dez. 2018                               | David Grossman    | Sean Tretta                                            | 0,399 Mio.   |
| 29         | 3         | Der Feind                  | Enemy         | 19. Mai 2017         | 15. Dez. 2018                               | David Grossman    | Christopher Monfette                                   | 0,374 Mio.   |
| 30         | 4         | Brüder                     | Brothers      | 19. Mai 2017         | 15. Dez. 2018                               | Joe Menendez      | Travis Fickett & Kristen Reidel Idee: Travis Fickett   | 0,324 Mio.   |
| 31         | 5         | Kausalität                 | Causality     | 20. Mai 2017         | 15. Dez. 2018                               | David Greene      | Kristen Reidel                                         | 0,397 Mio.   |
| 32         | 6         | Natur                      | Nature        | 20. Mai 2017         | 15. Dez. 2018                               | Kat Candler       | Ian Sobel & Matt Morgan                                | 0,315 Mio.   |
| 33         | 7         | Erziehung                  | Nurture       | 20. Mai 2017         | 15. Dez. 2018                               | Steven A. Adelson | Adam Sussman & Christopher Monfette Idee: Adam Sussman | 0,313 Mio.   |
| 34         | 8         | Maskenball                 | Masks         | 21. Mai 2017         | 15. Dez. 2018                               | David Grossman    | Tony Elliott & Sean Tretta Idee: Tony Elliot           | 0,278 Mio.   |
| 35         | 9         | Die Diebin                 | Thief         | 21. Mai 2017         | 15. Dez. 2018                               | David Grossman    | Sean Tretta                                            | 0,232 Mio.   |
| 36         | 10        | Der Zeuge                  | Witness       | 21. Mai 2017         | 15. Dez. 2018                               | Grant Harvey      | Terry Matalas                                          | 0,246 Mio.   |

## Staffel 4
Im März 2017 verlängerte der US-amerikanischen Kabelsender Syfy die Serie um eine vierte Staffel, deren elf Folgen in Blöcken ab 15. Juni 2018 verteilt über vier Wochen erstausgestrahlt wurden. Die deutschsprachige Erstveröffentlichung fand am 8. April 2019 bei Prime Video per Streaming statt.
| Nr. (ges.) | Nr. (St.) | Deutscher Titel        | Originaltitel        | Erstausstrahlung USA | Deutschsprachige Erstveröffentlichung (D/A) | Regie             | Drehbuch                                      | Quoten (USA) |
| ---------- | --------- | ---------------------- | -------------------- | -------------------- | ------------------------------------------- | ----------------- | --------------------------------------------- | ------------ |
| 37         | 1         | Das bittere Ende       | The End              | 15. Juni 2018        | 8. Apr. 2019                                | David Grossman    | Sean Tretta                                   | 0,336 Mio.   |
| 38         | 2         | Ouroboros              | Ouroboros            | 15. Juni 2018        | 8. Apr. 2019                                | Terry Matalas     | Terry Matalas                                 | 0,259 Mio.   |
| 39         | 3         | Das andere Ich         | 45 RPM               | 15. Juni 2018        | 8. Apr. 2019                                | Christopher Byrne | Sean Tretta                                   | 0,215 Mio.   |
| 40         | 4         | Das Vermächtnis        | Legacy               | 22. Juni 2018        | 8. Apr. 2019                                | Joe Menendez      | Christopher Monfette                          | 0,336 Mio.   |
| 41         | 5         | Das Danach             | After                | 22. Juni 2018        | 8. Apr. 2019                                | Sheree Folkson    | Oliver Grigsby                                | 0,273 Mio.   |
| 42         | 6         | Die Glocke             | Die Glocke           | 22. Juni 2018        | 8. Apr. 2019                                | David Grossman    | Sarah C Mueller & Terry Matalas & Sean Tretta | 0,264 Mio.   |
| 43         | 7         | Die verlorenen Töchter | Daughters            | 29. Juni 2018        | 8. Apr. 2019                                | Mairzee Almas     | Christopher Monfette                          | 0,293 Mio.   |
| 44         | 8         | Gesichter von gestern  | Demons               | 29. Juni 2018        | 8. Apr. 2019                                | David Grossman    | Sean Tretta                                   | 0,243 Mio.   |
| 45         | 9         | Noch eine Minute       | One Minute More      | 29. Juni 2018        | 8. Apr. 2019                                | David Grossman    | Kristen Reidel                                | 0,254 Mio.   |
| 46         | 10        | Der Anfang – Teil 1    | The Beginning Part 1 | 6. Juli 2018         | 8. Apr. 2019                                | Terry Matalas     | Terry Matalas                                 | 0,384 Mio.   |
| 47         | 11        | Der Anfang – Teil 2    | The Beginning Part 2 | 6. Juli 2018         | 8. Apr. 2019                                | Terry Matalas     | Terry Matalas                                 | 0,331 Mio.   |